# Torta greca
La torta greca è un dolce tipico della cucina mantovana.

## Origini
Il dolce origina all'interno della comunità ebraica di Mantova. Fu probabilmente introdotto nella città lombarda agli inizi del XIX secolo da un pasticciere ebreo originario di Salonicco.
La preparazione avviene in due tempi: prima la preparazione della sfoglia e quindi l'impasto di mandorle, zucchero e amaretti che verrà inserito sulla sfoglia stessa.

## Ingredienti
- burro
- zucchero
- uova
- amaretti
- mandorle (pelate e tostate)
- marsala o liquore amaretto
- farina
- lievito vanigliato per dolci
- sale
- cioccolato per decorare